# Олиц, Пётр Иванович
Пётр Иванович Олиц (? — 7 апреля 1771) — российский генерал-аншеф, герой Семилетней и русско-турецкой войны.

## Биография
Немец по происхождению, Олиц в 1730 году поступил на военную службу и, дослужившись до офицерского чина, принял православие. Скоро он обратил на себя внимание императрицы Елизаветы Петровны, которая приказала в 1750 году произвести его в полковники и он был назначен командиром Рижского драгунского полка.
Два года спустя, посланный для подавления беспорядков, возникших в калужской вотчине Демидова, Олиц был вместе со всей своей командой драгун захвачен взбунтовавшимися крестьянами в плен. За такую оплошность Олиц был лишён командования полком и даже отдан под суд. Впрочем, уже в декабре 1755 года он был произведён в генерал-майоры.
Наступившая вслед за тем Семилетняя война дала ему возможность отличиться, и за храбрость, выказанную в сражении при Цорндорфе, во время которого Олиц был ранен, он был произведён в генерал-поручики, а за отличия в делах при Кунерсдорфе и под Франкфуртом, ему был пожалован 14 августа 1759 года орден св. Александра Невского. Однако со смертью императрицы Елизаветы Петровны положение Олица ухудшилось. Пётр III не только не согласился на его производство в генерал-аншефы, но даже уволил его в отставку.
Обиженный Олиц сделался приверженцем Екатерины и содействовал её восшествию на престол. В 1763 году он снова был принят на службу и пожалован в генерал-аншефы. С 1765 и по начало войны 1768 года возглавлял Эстляндскую дивизию.
С началом первой турецкой войны в царствование императрицы Екатерины II Олиц отправился в армию и был назначен корпусным командиром. Со своим корпусом он занял Валахию, за что был награждён в июне 1770 года орденом св. Андрея Первозванного. 12 апреля 1771 года он был награждён орденом св. Георгия 2-й степени (№ 6):
За благоразумное его предводительство во время покорения оружию нашему города Журжи и замка.
Но 7 апреля 1771 года, за несколько дней до указа о награждении, Олиц умер в Валахии.